# Pimpinella serra
Pimpinella serra là một loài thực vật có hoa trong họ Hoa tán. Loài này được Franch. & Sav. miêu tả khoa học đầu tiên năm 1878.